# 連玲玲
連玲玲，台灣歷史學家，現任中央研究院近代史研究所研究員兼副所長，《近代中國婦女史研究》執行編輯，專長中國近代婦女史、城市文化史、企業史。

## 學歷
加州大學爾灣分校 (University of California, Irvine)歷史研究所博士

## 經歷
- 2009年11月-2019年7月 中央研究院近代史研究所副研究員
- 2003年7月-2009年10月 中央研究院近代史研究所助研究員
- 2016年9月-2019年7月 國立清華大學歷史研究所兼任副教授
- 2010年2月-2014年2月 輔仁大學歷史研究所兼任副教授
- 2001年9月-2003年6月 Visiting Assistant Professor, Dept. of History, University of California, Riverside

## 著作舉隅
專書、論文集
- 連玲玲，2017年12月，《打造消費天堂：百貨公司與近代上海城市文化》，共456+xiv頁，台北市：中央研究院近代史研究所。

主編之專書(論文集)
- 連玲玲，2013年8月，《萬象小報：近代中國城市的文化、社會與政治》，共414頁，台北：中央研究院近代史研究所。 (All-Seeing Tabloid Newspapers: Modern Chinese Urban Culture, Society and Politics)

期刊論文
- 連玲玲，2019年12月，〈關於婦女的「事實」：民國時期社會調查的性別分析〉，《近代中國婦女史研究》，第34期，頁69-128。(THCI)
- 連玲玲，2017年9月，〈媒體、廣告與企業文化：以《新都周刊》為中心的探討〉，《國史館館刊》，第53卷，頁1-42。(THCI) (Ling-ling Lien, Sept. 2017, “Media, Advertising and Corporate Culture: An Analysis of _Xindu Zhoukan_”)
- Ling-ling Lien, Dec. 2015, “Writing History on Their Own: War, Identity and the Oral History of the "Old China Hands"”, Global Europe: Basel Papers on Europe in a Global Perspective, 110, 1-22.
- 連玲玲，2014年12月，〈從自我書寫到公眾展演：艾佩琪（Peggy Abkhazi）的戰時日記〉，《中央研究院近代史研究所集刊》，第86卷，頁49-93。(THCI)
- 連玲玲，2012年12月，〈戰爭陰影下的婦女文化：孤島上海的婦女期刊初探 〉，《近代中國婦女史研究》，第20卷，頁69-106。
- 連玲玲，2008年10月，〈從零售革命到消費革命：以近代上海百貨公司為中心〉，《歷史研究》，2008年第5期，頁76-93。
- 連玲玲，2007年3月，〈日常生活的權力場域：以民國上海百貨公司店職員為例〉，《中央研究院近代史研究所集刊》，第55輯，頁137-192。(THCI)
- 連玲玲，2006年12月，〈「追求獨立」或「崇尚摩登」？近代上海的女店職員的出現及其形象塑造〉，《近代中國婦女史研究》，第14輯。
- 連玲玲，2006年12月，〈新典範或新危機？「日常生活」在中國近代史研究的應用及其問題〉，《新史學》，第17卷第4期，頁121-150。(THCI)
- 連玲玲，2005年9月，〈企業文化的形成與轉型：以民國時期的上海永安公司為例〉，《中央研究院近代史研究所集刊》，第49輯，頁127-173。(THCI)

專書(論文集)之一章
- 롄링링, 2018, “고도시기 상하이의소학교 교사”, editor(s): 박경석, 동아시아의 ‘근대’체감, pp. 280-303, 한국 파주시: 한울엠플러스(주).
- 連玲玲，2013年8月，〈出版也是娛樂事業：民國上海的遊戲場報〉，連玲玲編，《萬象小報：近代中國城市的政治、社會與文化》，頁65-105，台北：中央研究院近代史研究所。 (Publishing as an Entertainment Industry: Amusement Park Newspapers in Republican Shanghai)
- 連玲玲, Aug. 2013, “導論：從小報看近代中國城市”, editor(s): 連玲玲, 萬象小報：近代中國城市的文化、社會與政治, pp. 1-22, 台北: 中央研究院近代史研究所.
- Jen-Shu Wu, Ling-ling Lien, 2013, “From Viewing to Reading: The Evolution of Visual Advertising in Late Imperial China”, editor(s): Christian Henriot, Wen-hsin Yeh, Visualising China, 1845-1965: Moving and Still Images in Historical Narratives, pp. 231-266, Leiden: Brill.
- 連玲玲，2010年7月，〈上海百貨公司的社會主義改造, 1949-1956〉，謝國興編，《改革與改造: 冷戰初期兩岸的糧食、土地與工商業變革》，頁333-372，台北：中央研究院近代史研究所。
- 連玲玲，2010年3月，〈女性消費與消費女性：以近代上海百貨公司為中心〉，巫仁恕、康豹、林美莉編，《從城市看中國的現代性》，頁53-83，台北：中央研究院近代史研究所。
- Lien, Ling-Ling, 2006, “Leisure, Patriotism and Identity: The Chinese Career Women’s Club in Wartime Shanghai”, editor(s): Peter Zarrow, Creating Chinese Modernity: Knowledge and Everyday Life, 1900-1940, pp. 213-240, New York: Peter Lang.

## 外部連結
- 中研院近史所連玲玲研究員 （页面存档备份，存于）